# Glenwood (Carolina del Norte)
Glenwood es un lugar designado por el censo ubicado en el condado de McDowell en el estado estadounidense de Carolina del Norte. En el Censo de 2020 tenía una población de 501 habitantes y una densidad poblacional de 119 habitantes por km². Fue incluido como CDP en el censo de 2020.

## Geografía
Glenwood se encuentra ubicado en las coordenadas 35°36′58″N 81°58′59″O / 35.61611, -81.98306. Según la Oficina del Censo de los Estados Unidos,  tiene una superficie total de 4,21 km², de la cual 4,18 km² corresponden a tierra firme y 0,03 km² a agua.